# Vilkha (complejo de misiles)

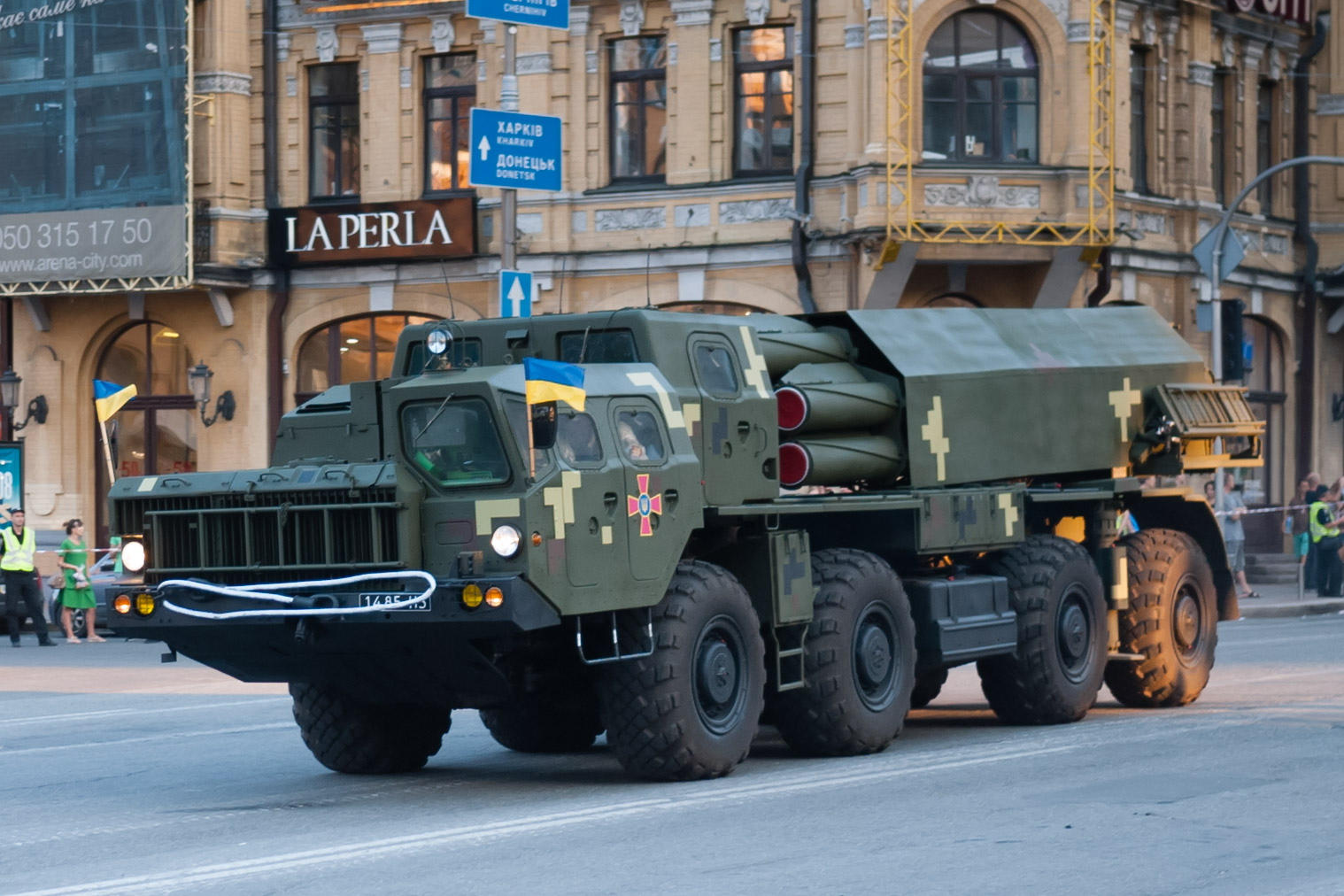
Vilkha en el Desfile del Día de la Independencia de Kiev, 2018

Vilkha (en ucraniano: «Вільха», Olkha "Alder tree") es un lanzacohetes múltiple pesado ucraniano con munición guiada. Desarrollado por Luch Design Bureau. Está hecho sobre la base del sistema BM-30 Smerch. Vilkha entró en servicio en las fuerzas armadas de Ucrania en 2018.